# Turelă deschisă

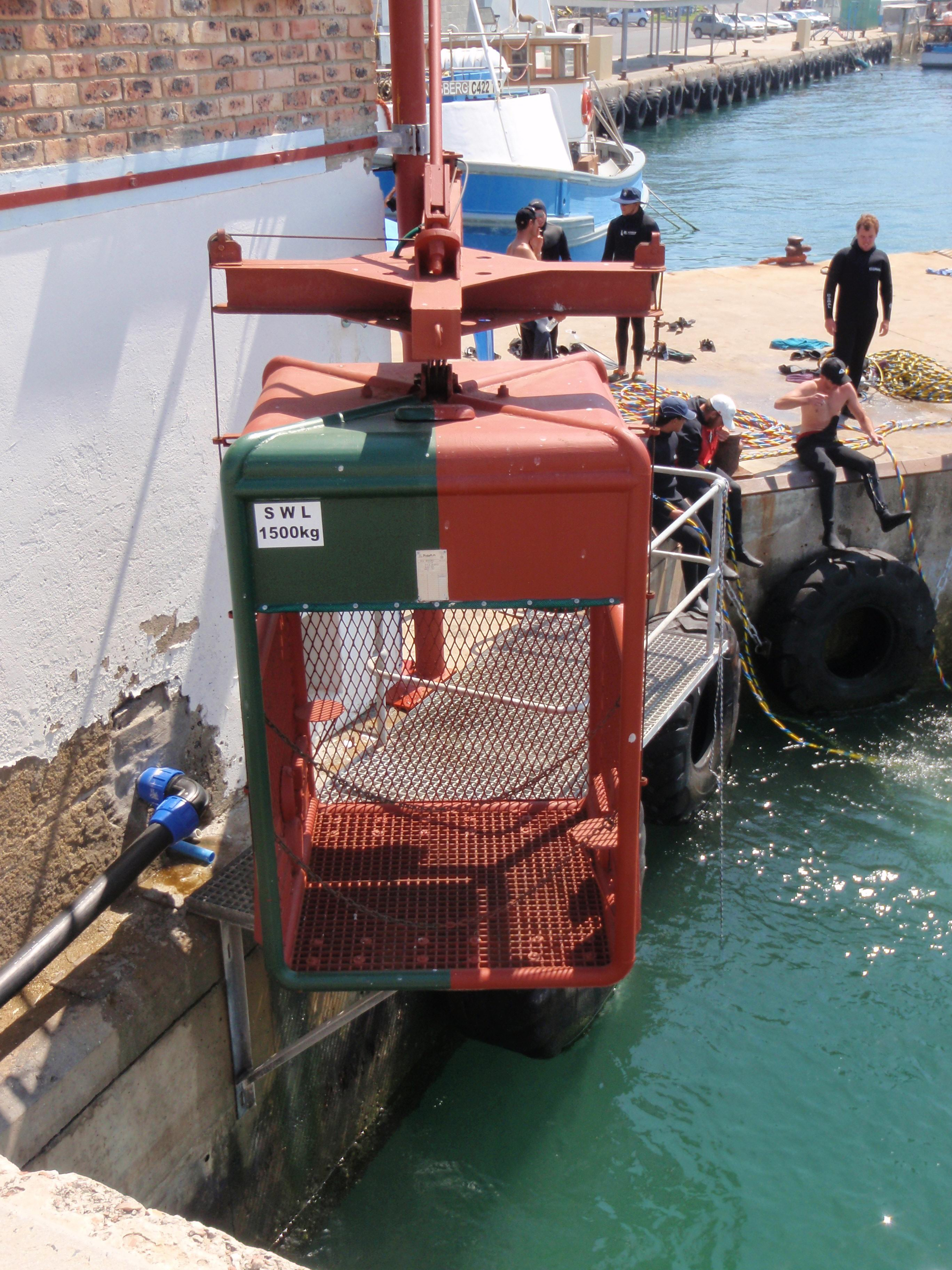
Turelă deschisă

Turela deschisă (engleză Wet Bell) sau clopot de scufundare este un element important al echipamentului colectiv de scufundare profesională cu alimentare de la suprafață.
Cu ajutorul turelei deschise scafandrii profesioniști coboară sub apă pentru a lucra și a se ridica la suprafață.
Se bazează pe principiul clopotului de scufundare având partea inferioară deschisă și se pot efectua scufundări până la adâncimea maximă de 90 m. 

## Scurt istoric
Clopotul de scufundare este unul din primele tipuri de echipament de scufundare care au fost folosite pentru munca sub apă sau explorare.
Prima referire asupra utilizării unui clopot de scufundare este aceea a lui Aristotel în anul 332 î.Hr. În lucrarea Problemata, Alexandru cel Mare se scufundă într-un butoi cu geam numit „Colympha” pentru a vedea munca scufundătorilor trimiși de el să ridice obstacolele aflate sub apă în timpul asediului portului Fenician Tir aflat pe coasta Mării Mediterane, în Libanul de astăzi. 
În anul 1535 Guglielmo de Lorena folosindu-se de un clopot de scufundare explorează epavele galerelor romane scufundate în lacul Nemi.
1538: la una din primele scufundări ce au avut loc cu un clopot de scufundare, în fluviul Tajo din Spania, a asistat însuși împăratul Carol Quintul. În secolul al XVII-lea apar și alte clopote de scufundare cum ar fi cel al lui Spalding, Trieval, și Sturmius.
1690: Sir Edmund Halley, descoperitorul cometei care-i poartă numele, perfecționează clopotul de scufundare prevăzând împrospătarea aerului în clopot cu ajutorul proviziilor de aer coborâte sub apă într-un butoi lestat. Cu acest clopot Halley se scufundă până la adâncimea de 18 m, timp de 1,5 ore. 
1691: Denis Papin propune trimiterea aerului comprimat în clopotul de scufundare cu ajutorul unei pompe de la suprafață, printr-un tub prevăzut cu supape, apoi, în anul 1779 John Smeaton creează chesonul de scufundare cu ajutorul căruia au fost reparate fundațiile picioarelor podului de la Hewhorn, Anglia.

## Utilizare
Turela deschisă asigură scafandrilor:
- rezervă de amestec respirator
- energie electrică pentru sursa de iluminat sub apă
- suport pentru efectuarea în siguranță a palierelor de decompresie
- loc de refugiu.

Turela deschisă modernă este o incintă metalică lestată, cu o înălțime de cca 3 m și un diametru de cca 2 m. Este deschisă la partea de jos având la partea superioară un dom transparent din plexiglas (acryl) care sub apă este presurizat cu amestec respirator astfel că scafandrii pot respira din acesta la întoarcerea în turelă. Turela poate avea propria sa rezervă de gaz și oxigen pentru situații de urgență.
Turela este manevrată cu ajutorul unei bigi sau macarale prin intermediul unui cablu de metal. Cablul ombilical este format dintr-un furtun de alimentare cu amestec respirator, un cablu electric, un cablu de comunicații și o sondă de adâncime.
Scafandrul este alimentat cu gaz respirator de la turelă printr-un furtun de alimentare.